# Samorząd Regionu Bustan al-Mardż
Samorząd Regionu Bustan al-Mardż (hebr. מועצה אזורית בוסתאן אל מרג, Mo'atza Azorit Bustan al-Marj; arab. بستان المرج; ang. Bustan al-Marj Regional Council) – samorząd regionu położony w Dystrykcie Północnym, w Izraelu.

## Położenie
Samorząd regionu jest położony na zboczach góry Giwat ha-More (515 m n.p.m.), która ku północy i zachodowi opada do Doliny Jezreel w Dolnej Galilei, na północy Izraela.
Samorząd Regionu Bustan al-Mardż jest położony w Poddystrykcie Jezreel, w Dystrykcie Północnym Izraela.

## Demografia
Znajdują się tutaj cztery duże wioski, których mieszkańcy są Arabami i Beduinami. Według danych Centralnego Biura Statystyki w 2010 roku w samorządzie mieszkało 6904 osób. Jest to populacja typowo wiejska. Pod względem wyznaniowym wszyscy są muzułmanami. Według danych z 2009 roku, przyrost naturalny w porównaniu do poprzedniego roku wyniósł 1,4%. W roku tym urodziło się 147 dzieci, a zmarło 18 osób. Całkowity przyrost naturalny wyniósł 129 osób.
| Wiek (w latach) | Procent populacji w % |
| --------------- | --------------------- |
| 0 – 4           | 10,7                  |
| 5 – 9           | 13,3                  |
| 10 – 14         | 11,7                  |
| 15 – 19         | 9,9                   |
| 20 – 29         | 15,8                  |
| 30 – 44         | 20,9                  |
| 45 – 59         | 12,0                  |
| 60 – 64         | 1,7                   |
| 65 –            | 4,0                   |

## Polityka
Władze administracyjne Samorządu Regionu znajdują się w wiosce Na’in. Rada liczy dziewięciu członków. Przewodniczącym Rady jest Achmad Zuabi

## Osiedla
Znajdują się tutaj cztery duże arabskie wioski:
| Wioski: - Ad-Dahi - Kafr Misr | - Na’in - Sulam |

## Edukacja
W wiosce Ad-Dahi znajduje się specjalna szkoła podstawowa, a w pozostałych trzech wioskach są szkoły podstawowe. W 2009 roku liczba klas wynosiła 43. Liczba wszystkich uczniów wynosiła 1224.

## Gospodarka
Gospodarka wiosek opiera się na rolnictwie. Wielu mieszkańców pracuje poza wioskami. Według danych z 2009 roku przeciętne miesięczne wynagrodzenie pracowników w samorządzie regionu Bustan al-Mardż wynosiło 4798 szekli (średnia krajowa: 7070 ILS).

## Transport
W 2009 roku w regionie znajdowało się 1659 zarejestrowanych pojazdów mechanicznych, w tym 1231 samochodów. W ciągu tego roku doszło do trzech wypadków drogowych.